# 史密斯炭黑粉菌
史密斯炭黑粉菌（学名：Anthracoidea smithii）是属于黑粉菌目炭黑粉菌科炭黑粉菌属的一种真菌，寄生在嵩草属植物上。该种分布于中国、尼泊尔。